# Tour de Flandes 2004
El Tour de Flandes 2004, la 88.ª edición de esta clásica ciclista belga. Se disputó el 4 de abril de 2004. 
En una fuga que también incluía Leif Hoste y Dave Bruylandts el alemán del T-Mobile Steffen Wesemann se llevó la victoria al sprint.

## Clasificación General
| Posición | Ciclista         | Equipo                           | Tiempo    |
| -------- | ---------------- | -------------------------------- | --------- |
| 1        | Steffen Wesemann | T-Mobile Team                    | 6h 39'00" |
| 2        | Leif Hoste       | Lotto-Domo                       | m. t.     |
| 3        | Dave Bruylandts  | Chocolade Jacques-Wincor Nixdorf | m. t.     |
| 4        | Léon van Bon     | Lotto-Domo                       | + 28"     |
| 5        | Erik Dekker      | Rabobank                         | m. t.     |
| 6        | Andreas Klier    | T-Mobile Team                    | m. t.     |
| 7        | Rolf Aldag       | T-Mobile Team                    | + 1'09"   |
| 8        | Frank Høj        | Team CSC                         | + 1'16"   |
| 9        | Paolo Bettini    | Quick Step-Davitamon             | m. t.     |
| 10       | George Hincapie  | US Postal                        | m. t.     |